# Порторико на Светском првенству у атлетици у дворани 2012.
Порторико је учествовао на Светском првенству у атлетици у дворани 2012. одржаном у Истанбулу од 9. до 11. марта једанаести пут. Репрезентацију Порторика представљао је један такмичар који је учествовао у трци на 60 метара препоне.
На овом првенству Порторико није освојио ниједну медаљу али је њихов такмичар оборио лични рекорд сезоне.

## Учесници
Мушкарци:
- Enrique Llanos — 60 м препоне

## Резултати

### Мушкарци
| Атлетичар      | Дисциплина   | Лични рекорд | Квалификација | Квалификација | Полуфинале           | Полуфинале           | Финале               | Финале       | Детаљи |
| Атлетичар      | Дисциплина   | Лични рекорд | Резултат      | Место         | Резултат             | Место                | Резултат             | Место        | Детаљи |
| -------------- | ------------ | ------------ | ------------- | ------------- | -------------------- | -------------------- | -------------------- | ------------ | ------ |
| Enrique Llanos | 60 м препоне | 7,79         | 9,65          | 7. у гр. 4    | Није се квалификовао | Није се квалификовао | Није се квалификовао | 29 / 29 (32) |        |